# Pratteln
Pratteln je malé město na severozápadě Švýcarska v kantonu Basilej-venkov. Žije zde přes 16 tisíc obyvatel. Nachází se asi 9 kilometrů jihovýchodně od Basileje a je součástí stejnojmenné aglomerace.

## Geografie
Pratteln leží v nadmořské výšce 298 metrů, na severu je ohraničen Rýnem (hranice mezi Německem a Švýcarskem) a na jihu náhorní plošinou Gempen a Adlerbergem. K obci patří také průmyslový areál Schweizerhalle a část velkého seřaďovacího nádraží Basel-Muttenz. Sousedními obcemi Prattelnu jsou Augst, Füllinsdorf, Frenkendorf, Muttenz, Gempen v kantonu Solothurn a Grenzach-Wyhlen v Německu na severní straně Rýna.
Z celkové rozlohy katastru 1 070 ha činí 42 % osídlení, 29 % zemědělské plochy, 28 % lesy a 1 % neproduktivní plochy.

## Historie

Letecký snímek Prattelnu (1922)

Pratteln byl osídlen velmi brzy; byly zde nalezeny pozůstatky ze středověku a neolitu, například nejméně 120 000 let stará ruční sekera z Prattelnu, a také z doby železné, například keltské mohyly, základové zdi římských dvorců a hrobové nálezy z raného středověku.
Název místa pochází z galorománského *pradella „malá louka“, což je zdrobnělina latinského prātum „louka“. Vzhledem k tomu, že místní jméno jen částečně prošlo druhým zvukovým posunem (pozdějším posunem z germánského /d/ na starohornoněmecké /t/, nikoli však dřívějším posunem z /p/ na /pf/), lze usuzovat, že místo dlouho tvořilo malý románský jazykový ostrov uprostřed přistěhovalých Alamanů a že k jazykové změně by došlo až v 8. nebo 9. století. Místní jméno Pratteln však může být také výpůjčkou apelativního jména, tj. v němčině by tak Pratteln bylo výpůjčkou slova, které by mohlo být použito i jako jméno. Toponymum Pratteln, stejně jako další podobné formy, skutečně není v německy mluvícím Švýcarsku zcela ojedinělé. Název Pratteln by tedy nebyl převzat přímo od zde žijícího galorománského obyvatelstva, ale vycházel by z jeho tehdejšího kulturního vyzařování.
V roce 1102 nebo 1103 se jméno Brattelo poprvé objevuje jako dvůr kláštera svatého Albana v Basileji a v roce 1250 je v jedné basilejské listině zmíněn kostel Bratelle. Téměř 200 let vlastnil Pratteln rod Eptingerů. Při velkém basilejském zemětřesení v roce 1356 byly zničeny hrady Eptingerů na Madeln a ve vsi. V roce 1476 získala obec od německého císaře Fridricha III. věčné osvobození od daní a právo pořádat každoročně od 1. do 3. října trh.
V roce 1521 bylo panství Eptingen prodáno městu Basilej, čímž se Pratteln stal součástí Švýcarské konfederace.
Během kantonálních separačních nepokojů, v nichž byl Pratteln na straně venkova, byla obec 3. srpna 1833 částečně zničena vojsky města Basileje. Svědky tohoto zničení jsou třípatrové přestavěné statky na hlavní ulici naproti hotelu Engel a v okrajových částech obce. Dne 7. června 1837 začala solná továrna Schweizerhalle vyrábět solný roztok, což znamenalo počátek industrializace obce. V roce 1975 byla uvedena do provozu čistírna odpadních vod v Rýně.

## Obyvatelstvo
| Vývoj počtu obyvatel | Vývoj počtu obyvatel | Vývoj počtu obyvatel | Vývoj počtu obyvatel | Vývoj počtu obyvatel | Vývoj počtu obyvatel | Vývoj počtu obyvatel | Vývoj počtu obyvatel | Vývoj počtu obyvatel | Vývoj počtu obyvatel | Vývoj počtu obyvatel | Vývoj počtu obyvatel | Vývoj počtu obyvatel | Vývoj počtu obyvatel | Vývoj počtu obyvatel | Vývoj počtu obyvatel | Vývoj počtu obyvatel | Vývoj počtu obyvatel |
| -------------------- | -------------------- | -------------------- | -------------------- | -------------------- | -------------------- | -------------------- | -------------------- | -------------------- | -------------------- | -------------------- | -------------------- | -------------------- | -------------------- | -------------------- | -------------------- | -------------------- | -------------------- |
| Rok                  | 1770                 | 1850                 | 1860                 | 1870                 | 1880                 | 1888                 | 1900                 | 1910                 | 1920                 | 1930                 | 1941                 | 1950                 | 1960                 | 1970                 | 1980                 | 1990                 | 2000                 |
| Počet obyvatel       | 699                  | 1371                 | 1445                 | 1601                 | 1868                 | 1961                 | 2425                 | 3251                 | 3915                 | 4782                 | 5142                 | 6863                 | 9492                 | 15 127               | 15 751               | 15 486               | 14 904               |

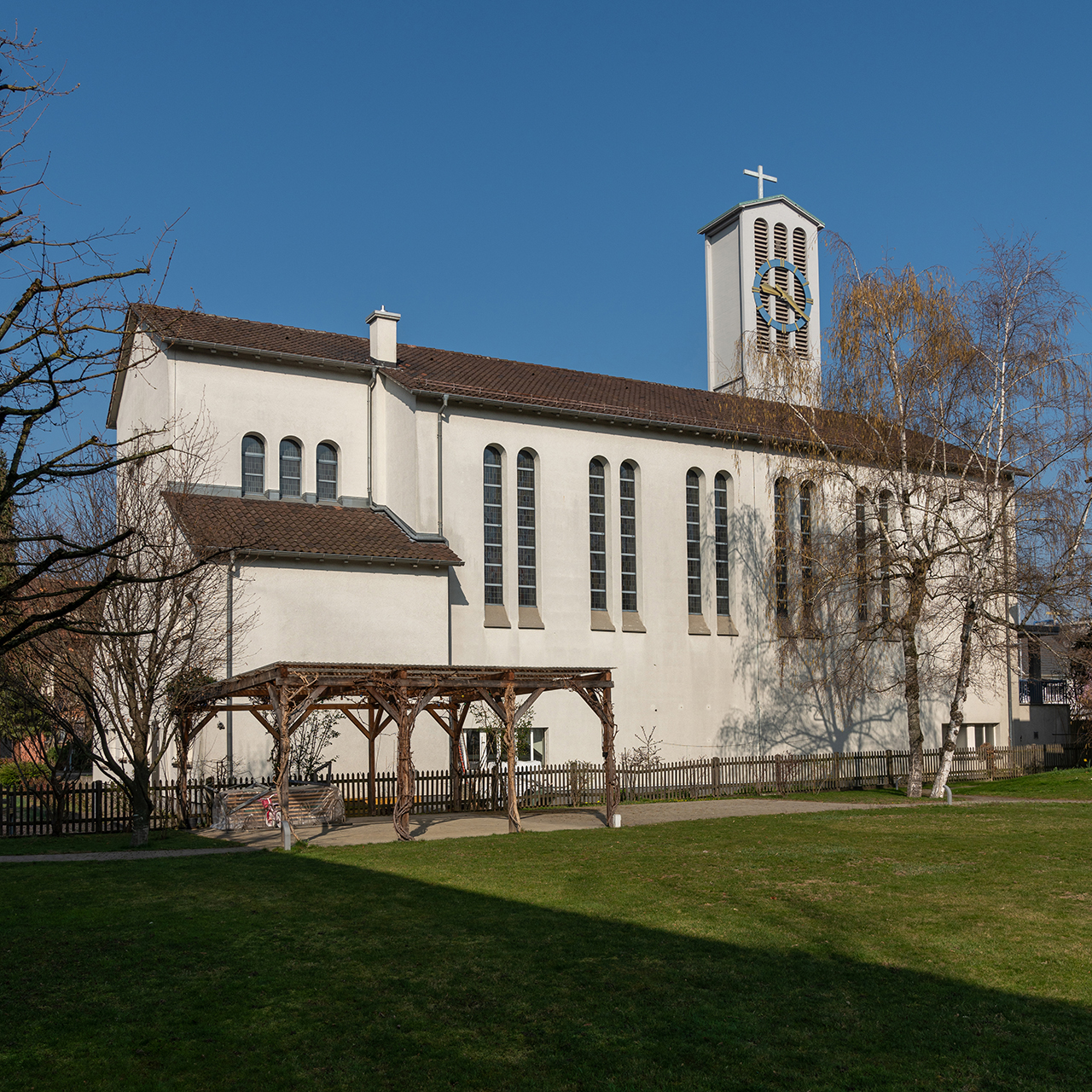
Katolický kostel v Prattelnu

Úředním jazykem v Prattelnu je, jako v celém kantonu Basilej-venkov, němčina. Dle statistiky z roku 2000 hovořila německy většina obyvatel (celkem 11 408, tj. 76,5 %), druhým nejčastějším jazykem byla italština (1071, tj. 7,2 %) a třetím turečtina (581, tj. 3,9 %). Podíl cizinců (obyvatel přihlášených k trvalému pobytu, avšak bez švýcarského občanství) činil v Prattelnu v roce 2019 41,3 %.

## Hospodářství a doprava

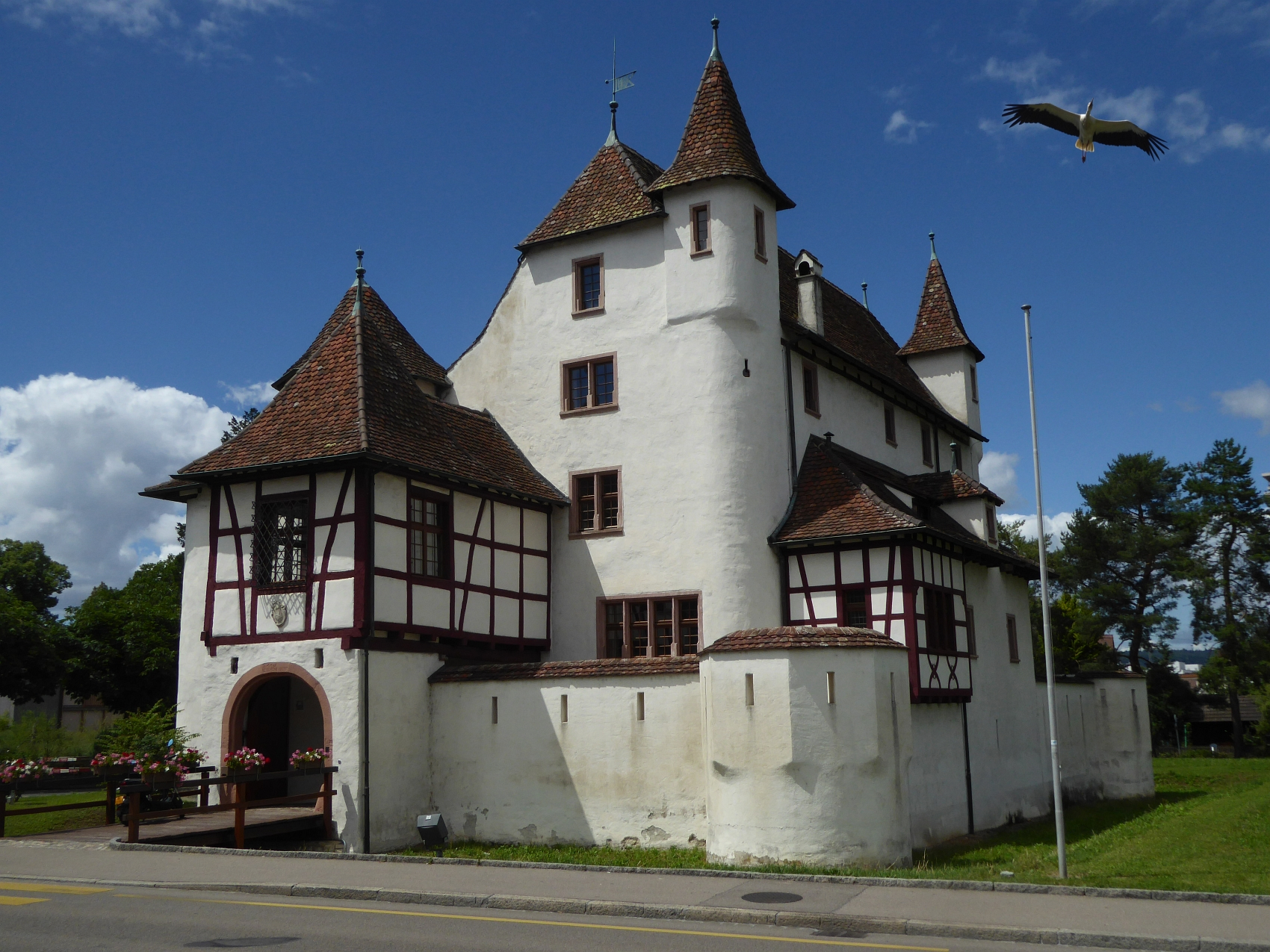
Zámek Pratteln

Pratteln je typickým sídlem předměstí Basileje. Usadilo se zde mnoho průmyslových podniků, ale radnice se také snaží o status rezidenční obce s vysokou kvalitou života. S více než 16 000 obyvateli se již počítá za malé město a má jeden z nejvyšších podílů cizinců v celém kantonu Basilej-venkov, zejména v rovinatých čtvrtích Längi a Rankacker.
Pratteln má napojení na dálnici A2 ve směru Basilej (Německo/Francie) a oblast Švýcarské plošiny (Lucern, Gotthard, Curych, Bern). Přes Pratteln vedou linky Švýcarských spolkových drah SBB Basilej–Olten a Basilej–Curych, zastavují zde však téměř výhradně vlaky S-Bahn linek S1 a S3. Kromě toho je Pratteln od roku 1922 spojen s Basilejí tramvajovou linkou číslo 14. V roce 2004 bylo nádraží Pratteln rozšířeno a modernizováno tak, aby bylo bezbariérové. Se změnou jízdního řádu v prosinci 2008 získal Pratteln další zastávku S-Bahn, Pratteln Salina Raurica.
Na území obce Pratteln sídlí také společnost Hardwasser AG. Tradičním podnikem v Prattelnu byla ocelářská firma Albert Buss & Cie. na místě dnešního průmyslového parku Buss. Do roku 2023 zde mělo být otevřeno balíkové centrum Švýcarské pošty.
Pratteln je v rámci Švýcarska známý také díky koncertní hale Z7, kde se konají různé rockové a metalové akce. Plánovanému uzavření v roce 2014 ve prospěch výstavby obchodu pro kutily se podařilo zabránit, družstvo Migros Basel se však od roku 2005 snaží na tomto místě vybudovat svůj obchod.